# Ordsprak – Uppsala Internationella Poesifestival
Ordsprak – Uppsala Internationella Poesifestival är Nordens största poesifestival för spoken word. Festivalen startades 2005 av Maria Björk och är sedan dess en årlig internationell poesifestival på Reginateatern i Uppsala. Från 2025 arrangeras festivalen på våren. 

## Internationella och nordiska poeter som gästat festivalen
- Saul Williams
- Andrea Gibson
- d'bi.young anitafrica
- Sage Francis
- Silvana Imam
- Yahya Hassan
- Adrian Mitchell